# East-West Corridor (Trinité-et-Tobago)
Pour les articles homonymes, voir East-West Corridor et Corridor.

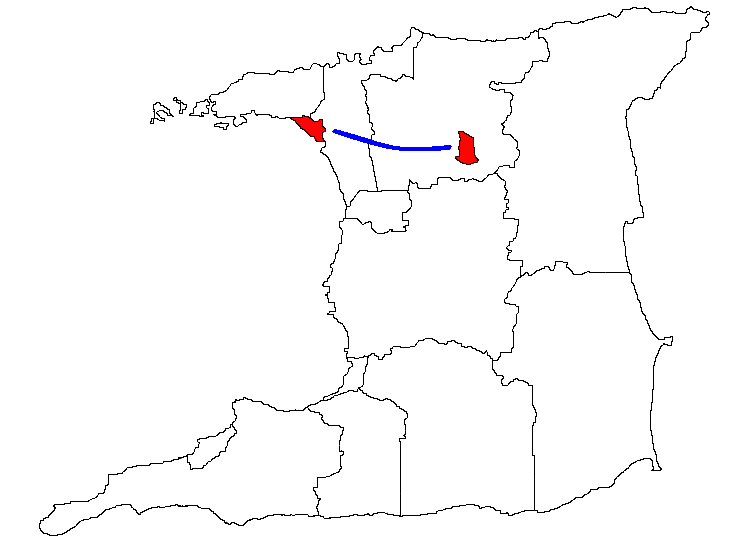
Localisation approximative du Corridor est–ouest en bleu, avec Port of Spain et Arima en rouge.

Le East-West Corridor ou le Corridor est–ouest est une agglomération située dans le Nord de Trinité, l'une des deux îles composant Trinité-et-Tobago. Plus de 548 000 Trinidadiens vivent dans cette zone (soit 41 % de la population du pays).
Cette agglomération s'étend de Port-d'Espagne – la capitale – à Arima, à vingt-quatre kilomètres plus à l'est.
Le terme « East-West Corridor » a été inventé par l'économiste et le philosophe politique Lloyd Best, d'après les travaux d'un technocrate Lynette Attwell.
Cette zone urbaine continue comprend notamment les villes de Barataria, San Juan, St. Joseph, Curepe, St. Augustine, Tunapuna, Tacarigua, Arouca et Five Rivers. C'est aussi la meilleure zone agricole du pays[réf. souhaitée].